# Dichaea tuerckheimii
Dichaea tuerckheimii är en orkidéart som beskrevs av Rudolf Schlechter. Dichaea tuerckheimii ingår i släktet Dichaea och familjen orkidéer. Inga underarter finns listade i Catalogue of Life.